# Eman Esfandi
Eman Esfandi, född 1997, är en amerikansk skådespelare.
Esfandi har bland annat medverkat i filmerna King Richard och The Inspection. Han har även medverkat i TV-serien Ahsoka.

## Filmografi (i urval)
- 2021 – King Richard
- 2022 – The Inspection
- 2023 – Ahsoka (TV-serie)